# Heliura balia
Heliura balia är en fjärilsart som beskrevs av George Francis Hampson 1898. Heliura balia ingår i släktet Heliura och familjen björnspinnare. Inga underarter finns listade i Catalogue of Life.